# 酒井明日翔
酒井 明日翔（さかい あすか、1996年4月26日 - ）は、岐阜県出身の卓球選手。シチズン卓球部所属。JOCエリートアカデミー入り、帝京高校を卒業した。
明治大学を卒業後、シチズン時計に所属した。
2017年には、ITTFワールドツアーインドオープンでブラディミル・サムソノフ選手を相手に勝利を収めた。
2019年には、超高速サーブが話題になった。

## 経歴
JOCエリートアカデミー入り、帝京高校を卒業した。
明治大学を卒業後、シチズン時計に所属した。
2017年には、ITTFワールドツアーインドオープンでブラディミル・サムソノフ選手を相手に勝利を収めた。
2019年には、超高速サーブが話題になった。

## 主な戦績
2010年
- 平成22年度全日本卓球選手権大会カデットの部 男子シングルス 優勝

2014年
- 平成25年度全日本卓球選手権大会 ジュニア男子 準優勝

2016年
- 第83回全日本大学総合卓球選手権大会個人の部 男子ダブルス 優勝（丹羽孝希ペア）

2017年
- 平成28年度全日本卓球選手権大会 男子ダブルス 優勝（丹羽孝希ペア）
- ITTFワールドツアーインドオープン（U21）男子シングルス 優勝

2021年
- 第30回日本卓球リーグ・ビッグトーナメント（熊本大会）男子シングルス 準優勝